# Iglesia de San Esteban (Corullón)
La iglesia de San Esteban es un templo Católico situado en Corullón, (León, España). Construida en el año 1086, derribada 7 años más tarde y vuelta a reconstruir en 7 años, terminándose en el año 1100.

## Descripción
La planta es rectangular de una nave, levantada en pizarra y toba, con añadidos de granito en restauraciones, y reformada en su cabecera en el XVII. De estilo Románico, se conserva la nave del edificio y la parte baja de la torre, donde se encuentra su portada.
La nave se articula en tres tramos mediante pilastras, correspondidos con los gruesos contrafuertes de los muros laterales, que sujetaron una antigua bóveda de cañón. En dichos muros, se conservan 36 ménsulas o canecillos esculpidos en granito, ornamentados con figuras obscenas, cabezas de león, de caballo, aves, monjes, personajes variados y seres fantásticos, con fines moralizantes.

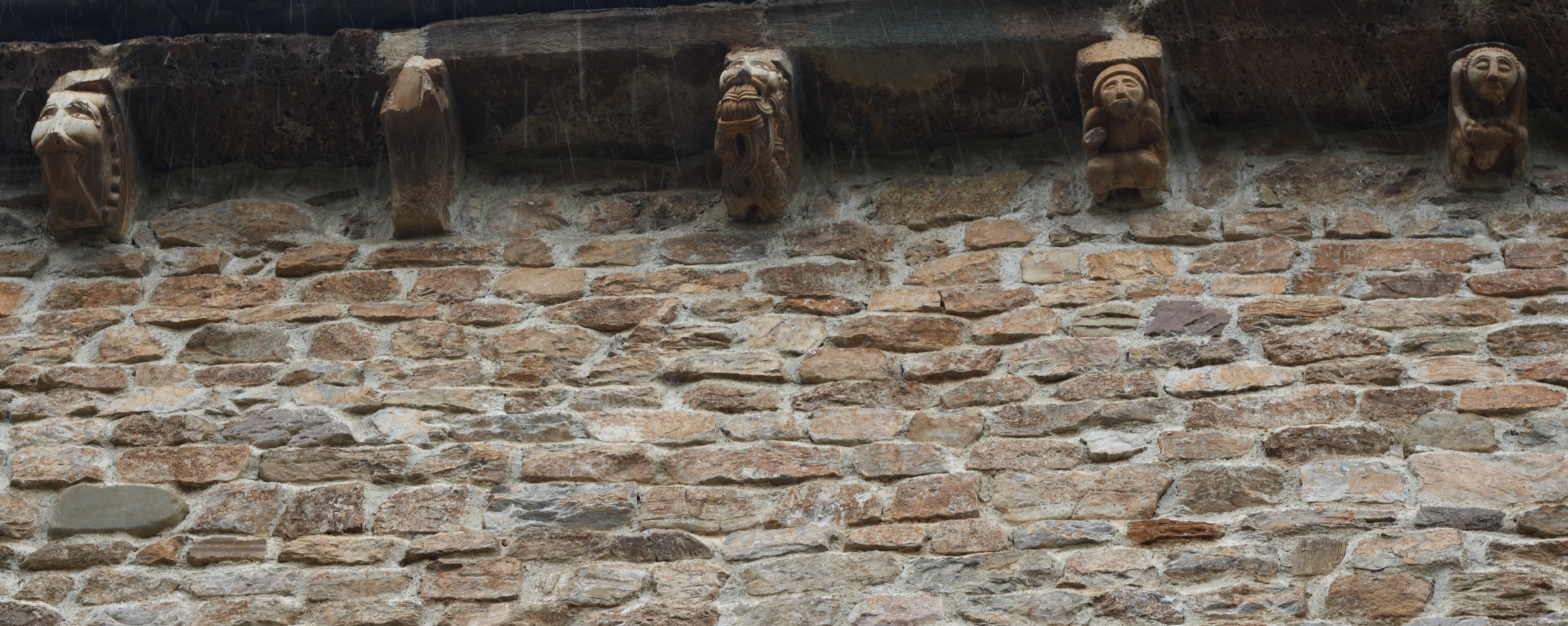
Cinco Ménsulas esculpidas en granito

La cabecera, construida en el siglo XVII, sustituiría la anterior de ábside semicircular, con sacristía adosada en el lado occidental. En dicha cabecera se sitúa el retablo mayor, de estilo Barroco, apareciendo San Esteban con su libro y túnica de diácono, y una excelente imagen de San José de principios del XVIII.

## Portada

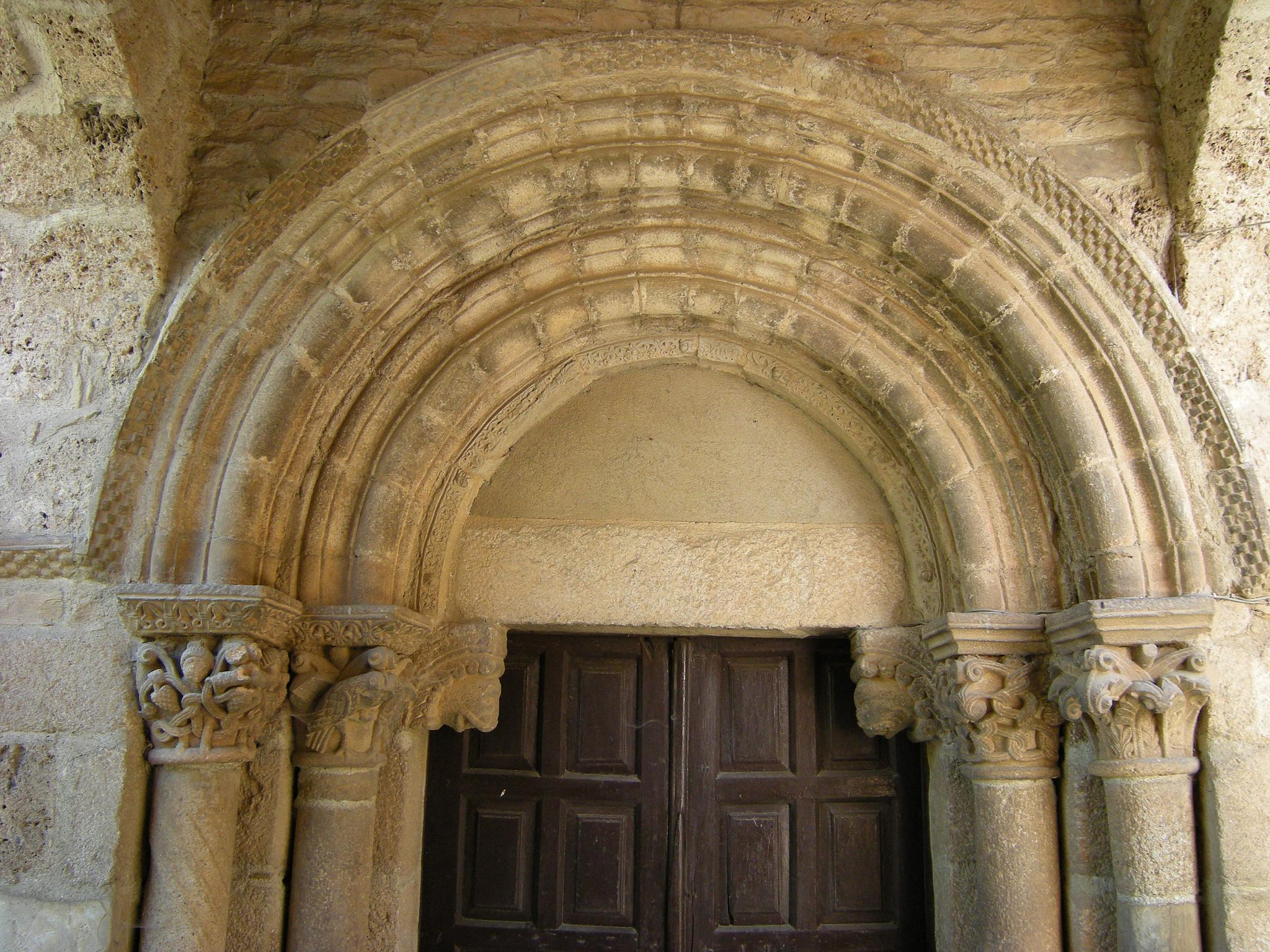
Portada

La Portada, es una de las partes del templo que se conserva de la primitiva iglesia, compuesta por puerta sencilla de arco medio punto con dos arquivoltas que apoyan sobre columnas.
Su origen está emparentado con la Fachada de las Platerías, de la Catedral de Santiago de Compostela.